# Liste der Biografien/Cah
Liste der Biografien |
Portal Biografien |
Personensuche
# |
A |
B |
C |
D |
E |
F |
G |
H |
I |
J |
K |
L |
M |
N |
O |
P |
Q |
R |
S |
T |
U |
V |
W |
X |
Y |
Z |
?
 
Ca |
Cb |
Cc |
Ce |
Ch |
Ci |
Cj |
Ck |
Cl |
Cm |
Cn |
Co |
Cr |
Cs |
Ct |
Cu |
Cv |
Cw |
Cy |
Cz
 
Caa–Cag |
Cah |
Cai |
Caj |
Cak |
Cal |
Cam |
Can |
Cao–Cap |
Caq |
Car |
Cas |
Cat–Caz
Die Liste der Biografien führt alle Personen auf, die in der deutschsprachigen Wikipedia einen Artikel haben. Dieses ist eine Teilliste mit 101 Einträgen von Personen, deren Namen mit den Buchstaben „Cah“ beginnt.

## Cah

### Caha
- Cahais, Matías (* 1987), argentinischer Fußballspieler
- Cahan, Abraham (1860–1951), amerikanischer Journalist, Publizist und Schriftsteller
- Cahan, Mendy (* 1963), israelischer Literaturwissenschaftler und Jiddischsprecher
- Cahangirov, Cahangir (1921–1992), aserbaidschanischer Komponist, Chorleiter und Musikpädagoge
- Cahango, Anastácio (* 1937), angolanischer Geistlicher und emeritierter Weihbischof in Luanda
- Cahannes, Dagobert (* 1950), Schweizer Sportreporter und Stadionsprecher
- Cahannes, Franz (1951–2021), Schweizer Gewerkschafter und Politiker
- Cahard, Yavé (* 1957), französischer Bahnradsportler

### Cahe
- Cahen, Albert (1846–1903), französischer Komponist
- Cahen, Alfred (1929–2000), belgischer Diplomat
- Cahen, Claude (1909–1991), französischer Historiker
- Cahen, Corinne (* 1973), luxemburgische Politikerin (Demokratesch Partei), Mitglied der Chambre und Unternehmerin
- Cahen, Ernest (1828–1893), französischer Organist und Komponist
- Cahen, Eugène (1865–1941), französischer Mathematiker
- Cahen, François (1944–2011), französischer Fusion- und Jazzpianist und Komponist
- Cahén, Fritz Max (1891–1966), deutscher Journalist und Buchautor
- Cahén, Oscar (1916–1956), kanadischer Maler und Grafiker
- Cahen, Raphaël (* 1982), deutsch-französischer Rechtshistoriker
- Cahen, Robert (* 1945), französischer Videokünstler und Komponist
- Cahensly, Peter Paul (1838–1923), deutscher Politiker (Zentrum), MdR

### Cahi
- Cahideuc, comte du Bois de La Motte, Emmanuel-Auguste de (1683–1764), französischer Aristokrat und Marineoffizier
- Cahier de Gerville, Bon-Claude (1751–1796), französischer Politiker
- Cahier, Mme Charles (1870–1951), amerikanisch-schwedische Opernsängerin der Stimmlagen Mezzosopran und Alt
- Cahill, Brendan (* 1963), US-amerikanischer Geistlicher, römisch-katholischer Bischof von Victoria in Texas
- Cahill, Dajana (* 1989), australische Schauspielerin
- Cahill, Darren (* 1965), australischer Tennisspieler und -TrainerDarren Cahill (* 1965)

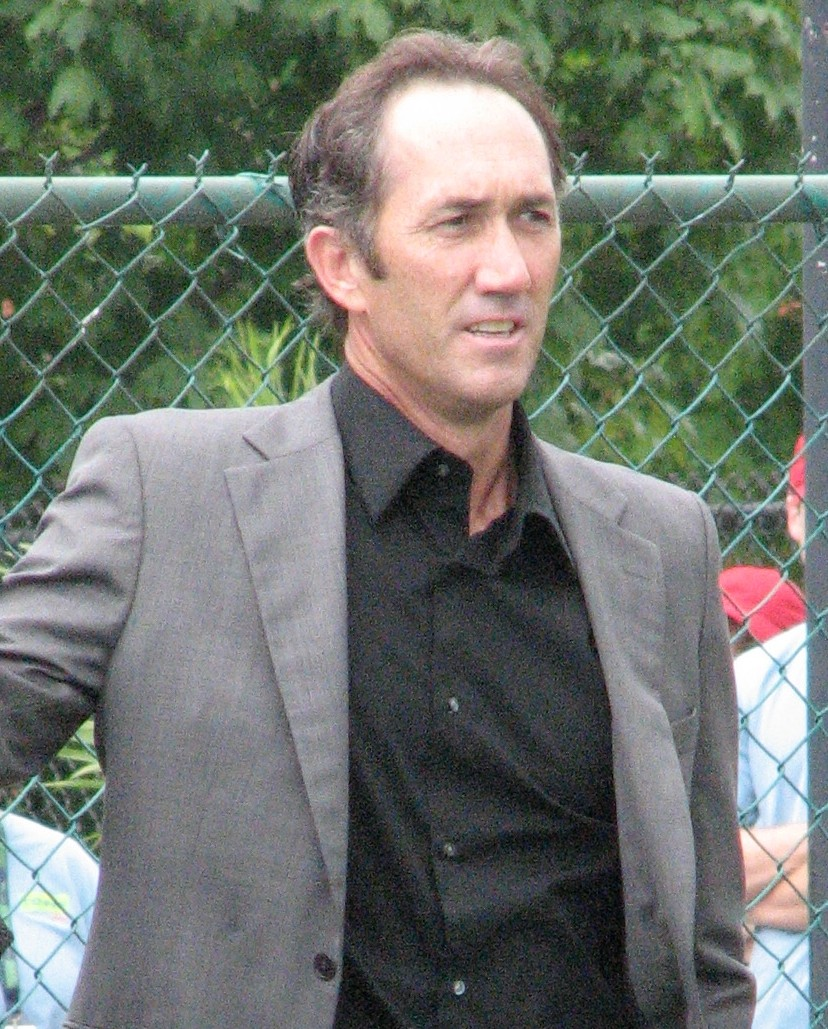
Darren Cahill (* 1965)

- Cahill, Eddie (* 1978), US-amerikanischer Schauspieler
- Cahill, Erin (* 1980), US-amerikanische Schauspielerin
- Cahill, Gary (* 1985), englischer Fußballspieler
- Cahill, George F. junior (1927–2012), US-amerikanischer Mediziner
- Cahill, Horace T. (1894–1976), US-amerikanischer Politiker
- Cahill, Jackie (* 1963), irischer Politiker
- Cahill, James (1926–2014), US-amerikanischer Kunsthistoriker
- Cahill, James (* 1995), englischer Snookerspieler
- Cahill, Joe (1920–2004), irischer IRA-Führer
- Cahill, Joseph (1891–1959), australischer Politiker, Premier von New South Wales
- Cahill, Keenan (1995–2022), US-amerikanischer Youtube-Filmemacher
- Cahill, Leanne (* 1977), Kanzlerin der englischen University of Sunderland
- Cahill, Mabel (1863–1905), irische Tennisspielerin
- Cahill, Marie (1866–1933), US-amerikanische Schauspielerin und Sängerin
- Cahill, Martin (1949–1994), irischer Gangster
- Cahill, Michael, irischer Politiker
- Cahill, Mike (* 1952), US-amerikanischer Tennisspieler
- Cahill, Mike (* 1979), US-amerikanischer Regisseur, Drehbuchautor und Produzent
- Cahill, Patrick Joseph, irischer Politiker
- Cahill, Thaddeus (1867–1934), amerikanischer Erfinder und Geschäftsmann
- Cahill, Tim (* 1979), australischer FußballspielerTim Cahill (* 1979)

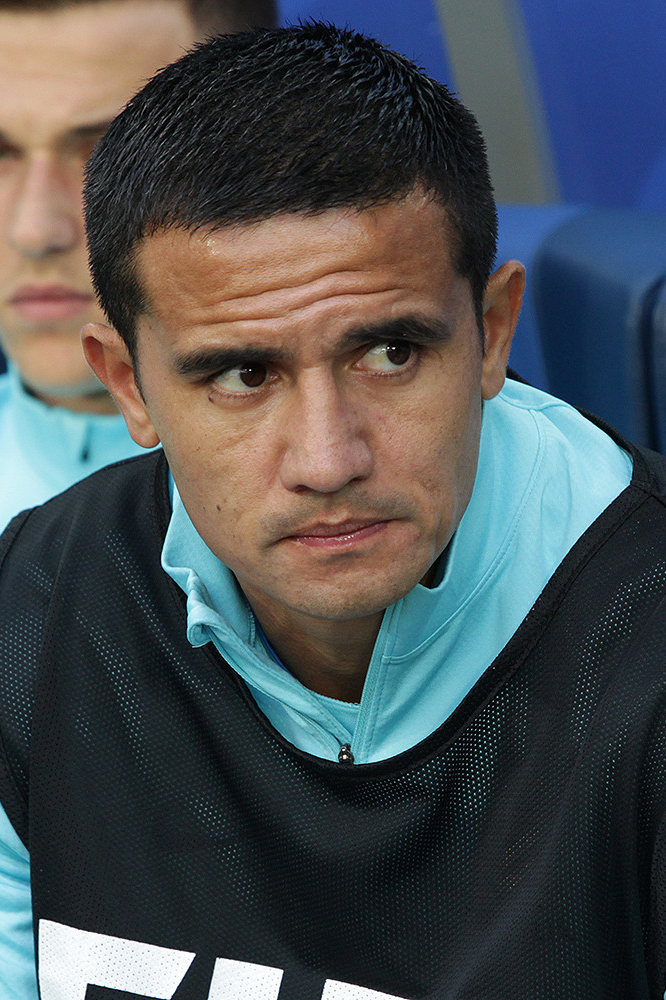
Tim Cahill (* 1979)

- Cahill, William Geoffrey (1854–1931), Soldat, ranghöchster Polizeibeamter in Queensland
- Cahill, William T. (1912–1996), US-amerikanischer Politiker

### Cahl
- Cahlík, Milan, tschechoslowakischer Skispringer

### Cahm
- Cahman, Hans Henric († 1699), schwedischer Orgelbauer
- Cahman, Henric, schwedischer Orgelbauer
- Cahman, Johan Niclas († 1737), schwedischer Orgelbauer

### Cahn
- Cahn, Adolph E. (1839–1918), deutscher Numismatiker und Münzhändler
- Cahn, Albert (1816–1886), deutscher Bankier
- Cahn, Alfred (1922–2016), deutsch-amerikanischer Komponist und Organist
- Cahn, Alfredo (1902–1975), argentinischer Literaturagent und Literaturwissenschaftler
- Cahn, Andreas (* 1959), deutscher Rechtswissenschaftler
- Cahn, Anne Hessing († 2024), US-amerikanische Rüstungskontrollexpertin
- Cahn, Arnold (1858–1927), deutscher Internist und Pädiater
- Cahn, Aviel (* 1974), Schweizer Operndirektor, studierter Sänger und Jurist
- Cahn, Bernhard (1793–1877), deutscher Lehrer
- Cahn, Berthold (1871–1942), deutscher Anarchist, Lagerarbeiter und Hausdiener
- Cahn, Daniel T. (* 1957), US-amerikanischer Filmeditor
- Cahn, Dann (1923–2012), US-amerikanischer Filmeditor
- Cahn, Edward L. (1899–1963), US-amerikanischer Filmregisseur und Filmeditor
- Cahn, Erich B. (1913–1993), deutscher Numismatiker und Münzhändler
- Cahn, Ernst (1875–1953), deutscher Jurist
- Cahn, Ernst (1889–1941), deutscher jüdischer Widerständler
- Cahn, Herbert A. (1915–2002), deutscher Klassischer Archäologe, Numismatiker und Kunsthändler
- Cahn, Jean-Paul (* 1945), französischer Germanist und Historiker
- Cahn, John W. (1928–2016), deutschamerikanischer Physikalischer Chemiker und Materialwissenschaftler
- Cahn, Julius (1872–1935), deutscher Numismatiker und Münzhändler
- Cahn, Marcelle (1895–1981), französische Malerin
- Cahn, Max Ludwig (1889–1967), deutscher Rechtsanwalt und Notar
- Cahn, Miriam (* 1949), Schweizer Künstlerin
- Cahn, Peter (1927–2016), deutscher Komponist und Musikwissenschaftler
- Cahn, Philip (1894–1984), US-amerikanischer Filmeditor
- Cahn, Robert Sidney (1899–1981), britischer Chemiker
- Cahn, Ruth (1875–1966), deutsche Malerin
- Cahn, Sammy (1913–1993), amerikanischer Songwriter und MusikerSammy Cahn (1913–1993)

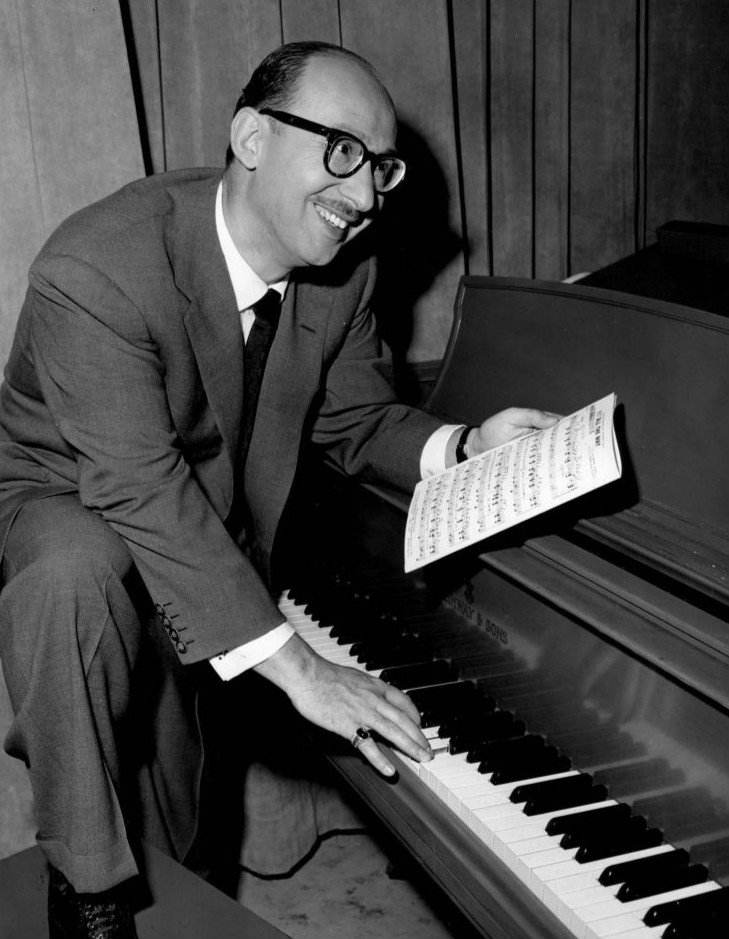
Sammy Cahn (1913–1993)

- Cahn, Wilhelm (1839–1920), deutscher Diplomat
- Cahn, Willi (1889–1960), deutsch-US-amerikanischer Architekt
- Cahn-Bronner, Karl Eduard (1893–1977), deutscher Internist
- Cahn-Garnier, Fritz (1889–1949), deutscher Jurist und Politiker (SPD), MdL, Oberbürgermeister von Mannheim
- Cahnbley, Annelore (1923–1996), deutsche Konzertsängerin (Sopran)
- Cahnbley, Louis (1892–1970), deutscher Politiker (KPD), Inhaber Hoym-Verlag
- Cahnman, Werner J. (1902–1980), deutscher, dann US-amerikanischer Soziologe

### Caho
- Cahoon, James B. (1802–1867), US-amerikanischer Politiker
- Cahoon, William (1774–1833), US-amerikanischer Politiker
- Cahoone, Sera (* 1975), US-amerikanische Musikerin und Sängerin
- Cahours, Auguste André Thomas (1813–1891), französischer Chemiker
- Cahow, Caitlin (* 1985), US-amerikanische Eishockeyspielerin

### Cahu
- Cahun, Claude (1894–1954), französische Künstlerin, FotografinClaude Cahun (1894–1954)

Claude Cahun (1894–1954)

- Cahun, Léon (1841–1900), französischer Schriftsteller und Orientalist
- Cahusac, Louis de (1706–1759), französischer Dramenautor, Librettist, königlicher Zensor und Beiträger zur Encyclopédie
- Cahuzac, Claude (1951–2012), französischer Fußballspieler
- Cahuzac, Jérôme (* 1952), französischer Politiker (Sozialistische Partei), Mitglied der Nationalversammlung
- Cahuzac, Pierre (1927–2003), französischer Fußballspieler
- Cahuzac, Yannick (* 1985), französischer Fußballspieler

### Cahy
- Cahynová, Klára (* 1993), tschechische Fußballspielerin